# 池ノ上里穂
池ノ上 里穂（いけのうえ りほ）は、日本の鹿児島県を中心に活動するローカルタレント。南日本放送のMBCタレントでもある。鹿児島県霧島市出身。
鹿児島県肝属郡錦江町のご当地アイドル「錦江くわがたガールズ」のメンバー（主に『ノコギリクワガタ』）としても活動している。

## 来歴
地元の霧島市にある病院（旧国分市にある霧島整形外科病院）で医療事務として勤務していた頃、偶々待合室のテレビで流れていたMBCテレビの番組でMBCラジオのラジオカーリポーター「ポニーメイツ」の募集を見てこれに応募、2017年4月から2019年3月29日にかけてポニーメイツとして活動した（41期 - 42期生）。
その後もMBCタレントとして活動しており、ポニーメイツ時代から並行して活動していた「錦江くわがたガールズ」メンバーとしての活動も続けている。

## 人物・エピソード
オカルト好き且つホラー等の「怖いもの」を好む。特に怪談が好物であり、先輩タレントの野口たくおが、「薩摩の稲川淳二ならぬ『稲川淳子』」と評した程であるが、一方でかなりの怖がりでもある。
猫好きで、隼人の実家には2匹の猫が飼われている。
父方の祖父母は種子島在住で、ポニーメイツ時代の2018年2月、MBCの「種子島ふるさとウィーク」の一環で「アイランド・ポニー」として種子島に赴いた際に、15年振りの訪問を果たしたという。
小学生の頃から新垣結衣のファンである。
余談だが、彼女は自身のSNSで当項に触れたことがある。

## 出演番組等
2021年8月現在

### ラジオ
MBCラジオ
- いいな きりしま

以下は不定期出演。
- ポニーのタウン情報

等

### テレビ
MBCテレビ
- たわわのわ（2019年4月 - ）
  - 基本の衣装はツナギ。2021年6月以降は入れ替わりでポニーメイツとなった川原田優華[18]と入れ替わりで隔週出演となる。

以下はいずれも不定期出演。
- ひるかご
- てゲてゲーミング
- かごしま4
- てゲてゲ
- どーんと鹿児島

等

## 過去の出演番組等

### テレビ
RKKテレビ
- 土曜の番組（2019年9月21日[4]・9月29日[19]）
  - 「錦江くわがたガールズ」の「ノコギリクワガタ」としての出演。前者は当該番組と熊本パルコ主催のイベント「土曜の感謝祭」[20]への番組側からのオファー電話の様子を交える形での出演告知[4]、後者では他メンバー及び敵対都市で鹿児島県出水市のご当地アイドル「いずみとりとりガールズ」と共にイベントでステージ出演する様子[19]が放映された。

等